# Of Time and the River

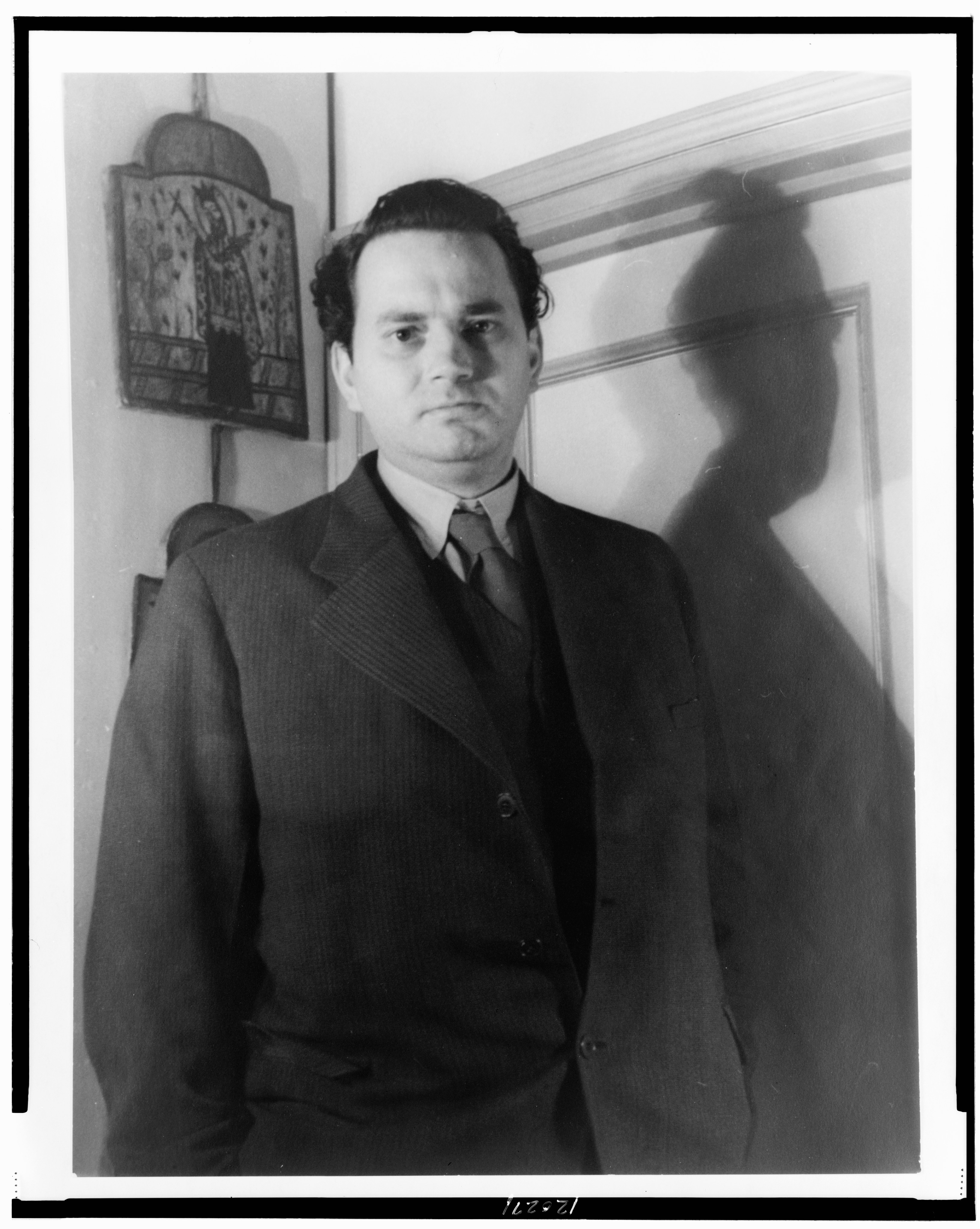
Thomas Wolfe

Of Time and the River é um romance do romancista americano Thomas Wolfe de 1935. É uma autobiografia fictícia, usando o nome Eugene Gant para subtituir o do autor. Detalha a juventude do protagonista, durante a qual ele frequenta a Universidade de Harvard, muda-se para Nova Iorque e aprende inglês em uma universidade da cidade e viaja para o exterior. O romance foi publicado pela Scribners e editada por Maxwell Perkins.
Uma adaptação desta história por Howard Rodman foi apresentada no Hallmark Hall of Fame em 4 de outubro de 1953. Estrelava Thomas Mitchell como William Oliver Gant. A quarta sinfonia do compositor inglês John McCabe tem como subtítulo "Of Time and the River".

## Excerto
"Naquele momento ele viu, em um fulgor de luz, uma imagem de veracidade indescritível, a razão pela qual o artista trabalha e vive e tem o seu lugar — a recompensa que procura — a única recompensa com que realmente se importa, sem a qual não há nada. É para engodar os espíritos da humanidade em redes de magia, para fazer sua vida prevalecer através de sua criação, para desafogar a visão da sua vida, a rude e dolorosa substância de sua própria experiência, na congruência de imagens ardentes e encantadas que são elas mesmas o âmago da vida, o padrão essencial de onde todas as outras coisas provém, o miolo da eternidade."